# مانزانیلو
مانزانیلو (به اسپانیایی: Manzanillo) از شهرهای کشور Mexico است که در ایالت Colima قرار دارد و جمعیت آن طبق سرشماری سال ۲۰۱۰ میلادی ۱۳۰٬۰۳۵ نفر بوده است.